# Louisburg (Missouri)
Pour les articles homonymes, voir Louisburg.
Louisburg est un village du comté de Dallas, dans le Missouri, aux États-Unis,. Situé à l'ouest du comté, il est incorporé en 1969. Le village était initialement baptisé Round Prairie. Il est rebaptisé, en 1858, en référence à Louis Hart, un pionnier.

## Démographie
Lors du recensement de 2010, le village comptait une population de 122 habitants. Elle est estimée, en 2016, à 121 habitants.

## Source de la traduction
- (en) Cet article est partiellement ou en totalité issu de l’article de Wikipédia en anglais intitulé « Louisburg, Missouri » (voir la liste des auteurs).